# Mastophora

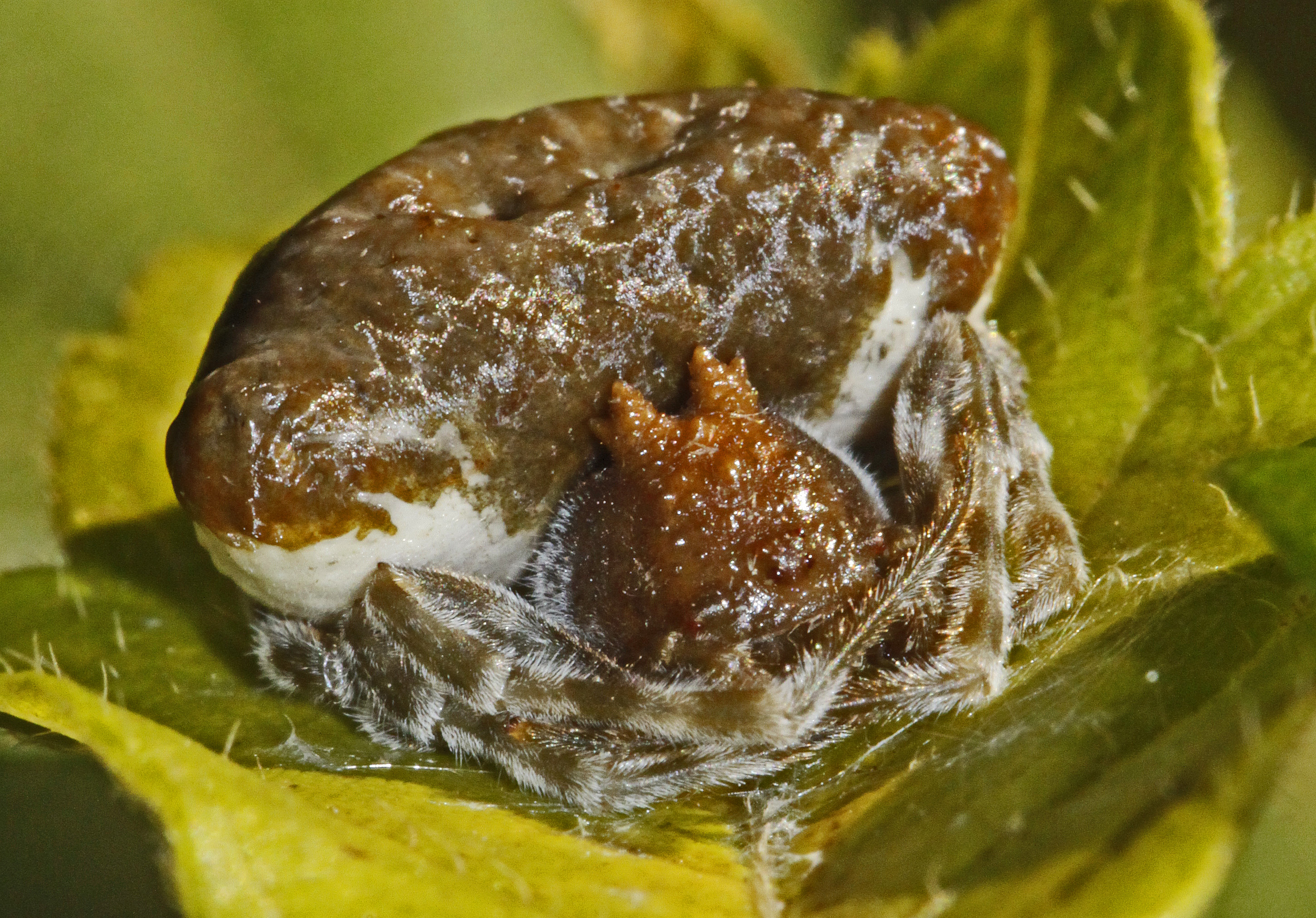

Mastophora is een geslacht van spinnen uit de familie wielwebspinnen (Araneidae). 

## Jacht
De verschillende soorten worden wel bolaspinnen genoemd omdat ze prooien vangen door een kleverige druppel aan een spindraad heen en weer te bewegen. De druppel bevat geurstoffen die motten aantrekt en zodra een nachtvlinder de druppel raakt plakt deze eraan vast. De spin haalt vervolgens de draad omhoog waarna de vastgekleefde prooi wordt buitgemaakt. 

## Soorten
- Mastophora abalosi Urtubey & Báez, 1983
- Mastophora alachua Herbert Walter Levi, 2003
- Mastophora alvareztoroi Ibarra & Mauricio Jiménez, 2003
- Mastophora apalachicola Herbert Walter Levi, 2003
- Mastophora archeri Willis J. Gertsch, 1955
- Mastophora bisaccata (James Henry Emerton, 1884)
- Mastophora brescoviti Herbert Walter Levi, 2003
- Mastophora caesariata Eberhard & Herbert Walter Levi, 2006
- Mastophora carpogaster Cândido Firmino de Mello-Leitão, 1925
- Mastophora catarina Herbert Walter Levi, 2003
- Mastophora comma Báez & Urtubey, 1985
- Mastophora conica Herbert Walter Levi, 2006
- Mastophora conifera (Holmberg, 1876)
- Mastophora cornigera (Nicholas Marcellus Hentz, 1850)
- Mastophora corpulenta (Nathan Banks, 1898)
- Mastophora corumbatai Herbert Walter Levi, 2003
- Mastophora cranion Cândido Firmino de Mello-Leitão, 1928
- Mastophora diablo Herbert Walter Levi, 2003
- Mastophora dizzydeani Eberhard, 1981
- Mastophora escomeli Herbert Walter Levi, 2003
- Mastophora extraordinaria Holmberg, 1876
- Mastophora fasciata Eduard Reimoser, 1939
- Mastophora felda Herbert Walter Levi, 2003
- Mastophora felis Piza, 1976
- Mastophora gasteracanthoides (Hercule Nicolet, 1849)
- Mastophora haywardi Birabén, 1946
- Mastophora holmbergi Canals, 1931
- Mastophora hutchinsoni Willis J. Gertsch, 1955
- Mastophora lara Herbert Walter Levi, 2003
- Mastophora leucabulba (Willis J. Gertsch, 1955)
- Mastophora leucacantha (Eugène Simon, 1897)
- Mastophora longiceps Cândido Firmino de Mello-Leitão, 1940
- Mastophora melloleitaoi Canals, 1931
- Mastophora obtusa Cândido Firmino de Mello-Leitão, 1936
- Mastophora pesqueiro Herbert Walter Levi, 2003
- Mastophora phrynosoma Willis J. Gertsch, 1955
- Mastophora pickeli Cândido Firmino de Mello-Leitão, 1931
- Mastophora piras Herbert Walter Levi, 2003
- Mastophora rabida Herbert Walter Levi, 2003
- Mastophora reimoseri Herbert Walter Levi, 2003
- Mastophora satan Canals, 1931
- Mastophora satsuma Herbert Walter Levi, 2003
- Mastophora seminole Herbert Walter Levi, 2003
- Mastophora soberiana Herbert Walter Levi, 2003
- Mastophora stowei Herbert Walter Levi, 2003
- Mastophora timuqua Herbert Walter Levi, 2003
- Mastophora vaquera Willis J. Gertsch, 1955
- Mastophora yacare Herbert Walter Levi, 2003
- Mastophora yeargani Herbert Walter Levi, 2003
- Mastophora ypiranga Herbert Walter Levi, 2003